# قوة التنفيذ (فلم)
قوة التنفيذ (بالإنجليزية: Force of Execution) هو فيلم حركة تم إنتاجه في الولايات المتحدة وصدر سنة 2013 بطولة ستيفن سيغال وداني تريجو وفينج راميز.

## القصة
يرصد الفيلم قصة عن رئيس مجموعة إجرامية يجد نفسه ممزقًا بين إرثه كرئيس لتلك الجماعة الإجرامية من جانب، وبين رغبته الملحة في أن يصبح رجلًا شريفًا ويخرج من حياة الجريمة التي تشكل كل عالمه من جانب آخر، وما يزيد الطين بلة، أنه لا يوجد لديه أي أصدقاء على الإطلاق، إلا شخص واحد فقط.، على الجانب الآخر، يظهر شخص جديد يريد تسلق سلم السُلطة والقوة على حساب أي شخص، ومن هنا تتعقد حياة الجميع، وتبدأ معركة بين رؤساء عصابات الجريمة المنظمة.

## الميزانية والإيرادات
حقق الفيلم أرباح تقدر بـ 206,000 دولار.

## وصلات خارجية
- مقالات تستعمل روابط فنية بلا صلة مع ويكي بيانات

قوة التنفيذ على IMDb
قوة التنفيذ على Rotten Tomatos